# Nicolas Antoine Xavier Castella de Berlens
Pour les articles homonymes, voir Castella.

Nicolas Antoine Xavier Castella de Berlens, comte de l’Empire, né le 23 mai 1767 à Fribourg (Suisse), mort le 17 juin 1830 à Paris, est un général de brigade Suisse de la Révolution et de l’Empire.

## États de service

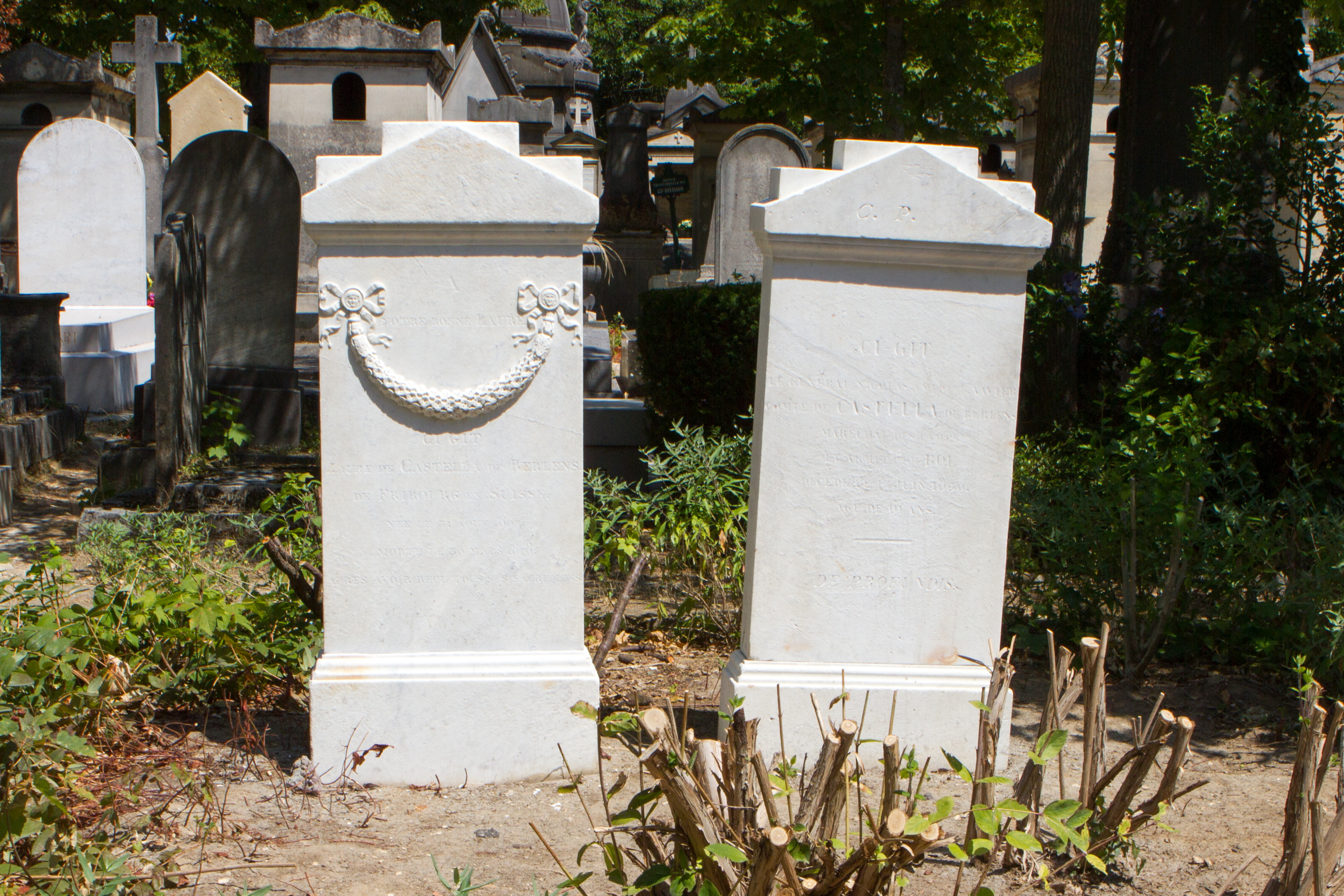
Tombe au cimetière du Père-Lachaise.

Il entre au service de Saxe en 1781 comme cadet au régiment de la garde, puis il s'engage en 1791 dans l’armée des princes Français, où il sert en qualité d’aide de camp du prince Xavier de Saxe.
Le 12 septembre 1806, nommé colonel il reprend du service en France, et il forme le 2e régiment suisses, avec lequel il fait la Campagne d'Espagne de 1808 et 1809. Il est fait chevalier de la Légion d’honneur le 26 mars 1809. 
En 1812, il fait la campagne de Russie, et il se distingue à la bataille de Polotsk, où il est grièvement blessé le 18 octobre 1812, ce qui lui vaut d’être fait officier de la Légion d’honneur le 19 novembre suivant. Il est promu général de brigade le 19 mars 1813. 
Lors de la première Restauration, le roi Louis XVIII le fait chevalier de Saint-Louis le 26 août 1814 et commandeur de la Légion d’honneur le 29 décembre 1814. En février 1815, il est nommé adjoint à l’inspection des troupes Suisses en France. 
Le 19 mars 1815, il doit reprendre le chemin de la Suisse en vertu des ordres de la haute diète Helvétique. Il est nommé chef d’État-major général de l’armée de la confédération suisse et commandant en second de l’armée. Mis en non activité en septembre 1815, il se retire en France et il est naturalisé Français en 1819.
Il est décédé le 17 juin 1830 à Paris, et il repose au Cimetière du Père-Lachaise, 49e division.

## Sources
- Thierry Pouliquen, « Les généraux français et étrangers ayant servis [sic] dans la Grande Armée » (consulté le 28 juin 2013)
- http://www.napoleon-series.org/military/organization/c_swiss.html#Castella
- Antoine-Vincent Arnault, Biographie nouvelle des contemporains ou dictionnaire historique et raisonné de tous les hommes qui, depuis la Révolution Française ont acquis de la célébrité, Librairie Historique, janvier 1822, 514 p. (lire en ligne), p. 497.
- Pierre de Castella, « Castella, Nicolas Antoine Xavier de » dans le Dictionnaire historique de la Suisse en ligne, version du 26 août 2003.